# Гагаринская улица (Горская)
Гага́ринская у́лица — улица в городе Сестрорецке Курортного района Санкт-Петербурга, в историческом районе Горская. Проходит от улицы Строителей до проспекта Муромцева.
Название появилось в начале XX века. Происхождение не установлено.

## Перекрёстки
- Улица Строителей
- Горский переулок
- Ивановский переулок
- Каугиевская улица
- Алексеевский переулок
- Проспект Муромцева